# Alcalatén
L'Alcalatén è una delle 34 comarche della Comunità Valenciana, con una popolazione di 16 138 abitanti in maggioranza di lingua valenciana; suo capoluogo è Llucena (cast. Lucena del Cid).
Amministrativamente fa parte della provincia di Castellón, che comprende 8 comarche.